# Cratere Born
Born è un cratere lunare di 15,07 km situato nella parte sud-orientale della faccia visibile della Luna.